# 鹿谷庄
鹿谷庄，為1920年~1945年間存在之行政區，轄屬臺中州竹山郡。今南投縣鹿谷鄉及水里鄉永興、興隆、玉峰村。

## 街原名
原屬沙連堡之羗仔藔庄、小半天庄、內樹皮庄、車輄藔庄、大水堀庄、番仔藔庄、大坵園庄、坪仔頂庄、初鄉庄、牛輼轆庄、龜仔頭庄。
- 羗仔藔改稱鹿谷[1]

## 行政區劃
鹿谷庄轄域內分為鹿谷、小半天、內樹皮、車輄寮、大水堀、番子寮、大丘園、坪子頂、初鄉、牛轀轆、龜子頭十一個大字。
- 鹿谷大字下有「鹿谷」、「新寮」小字名
- 車輄寮大字下有「車輄寮」、「內湖」小字名[2]

## 現在
台灣光復以後，中華民國設立鹿谷鄉，而原屬鹿谷庄之牛轀轆、龜子頭在1955年劃入水里鄉。
鹿谷鄉現有十三村，各里與日治時期大字對照如下：
- 鹿谷大字與現今村名對照表：

| 大字名 | 現今村名   | 大字名 | 現今村名   | 大字名 | 現今村名 |
| ------ | ---------- | ------ | ---------- | ------ | -------- |
| 鹿谷   | 鹿谷、彰雅 | 小半天 | 竹林、竹豐 | 內樹皮 | 和雅     |
| 車輄寮 | 廣興、內湖 | 大水堀 | 永隆、鳳凰 | 番子寮 | 瑞田     |
| 坪子頂 | 秀峰       | 大丘園 | 清水       | 初鄉   | 初鄉     |

- 水里鄉部分：

| 大字名 | 現今村名   | 大字名 | 現今村名 |
| ------ | ---------- | ------ | -------- |
| 牛轀轆 | 永興、興隆 | 龜子頭 | 玉峰     |